# Royère-de-Vassivière
Royère-de-Vassivière (okcitansko Roièra) je naselje in občina v francoskem departmaju Creuse regije Limousin. Leta 2007 je naselje imelo 568 prebivalcev.

## Geografija
Kraj leži v pokrajini Marche znotraj naravnega regijskega parka Millevaches, 29 km jugozahodno od Aubussona. Na ozemlju občine izvirata reki Taurion in Maulde, desna pritoka Vienne.

## Uprava
Royère-de-Vassivière je sedež istoimenskega kantona, v katerega so poleg njegove, vključene še občine Le Monteil-au-Vicomte, Saint-Junien-la-Bregère, Saint-Martin-Château, Saint-Moreil, Saint-Pardoux-Morterolles in Saint-Pierre-Bellevue s 1.805 prebivalci.
Kanton Royère-de-Vassivière je sestavni del okrožja Aubusson.

## Zanimivosti
- gotska cerkev sv. Germana Pariškega iz 14. stoletja,
- vodnjak Ceres,
- jezero Lac de Vassivière, s površino 976 hektarjev največje v Limousinu,
- jezero Lac de Lavaud-Gelade,
- soteska reke Taurion Rigole du Diable.